# Gyula
Gyula (ungerskt uttal: [ˈɟulɒ] lyssna (fil), tyska: Jula, rumänska: Jula eller Giula) är en stad i provinsen Békés i Ungern. Staden hade 29 308 invånare (2019).
Slottet i Gyula började byggas under 1400-talet som försvar mot Osmanska riket.

## Kända personer från Gyula
- Ferenc Erkel, operatonsättare
- László Krasznahorkai, författare